# メキシコシティ都市圏郊外鉄道

路線図

メキシコシティ都市圏郊外鉄道（スペイン語: Ferrocarril Suburbano de la Zona Metropolitana del Valle de México）は、メキシコの首都であるメキシコシティの中心部とその周辺地域の間を運行している電気鉄道路線である。メキシコ盆地郊外鉄道としても知られ、俗にEl Tren Suburbano(近郊列車)とも呼ばれる。この鉄道は、ラテンアメリカで最大でもっとも輸送量が多い都市鉄道網であるメキシコシティ地下鉄を補完すべく計画された。駅数は7駅、軌間は1,435mmの標準軌である。1路線が開通し、2路線が計画中であり、将来的な総延長は242kmの鉄道網となる予定である。

## 概要

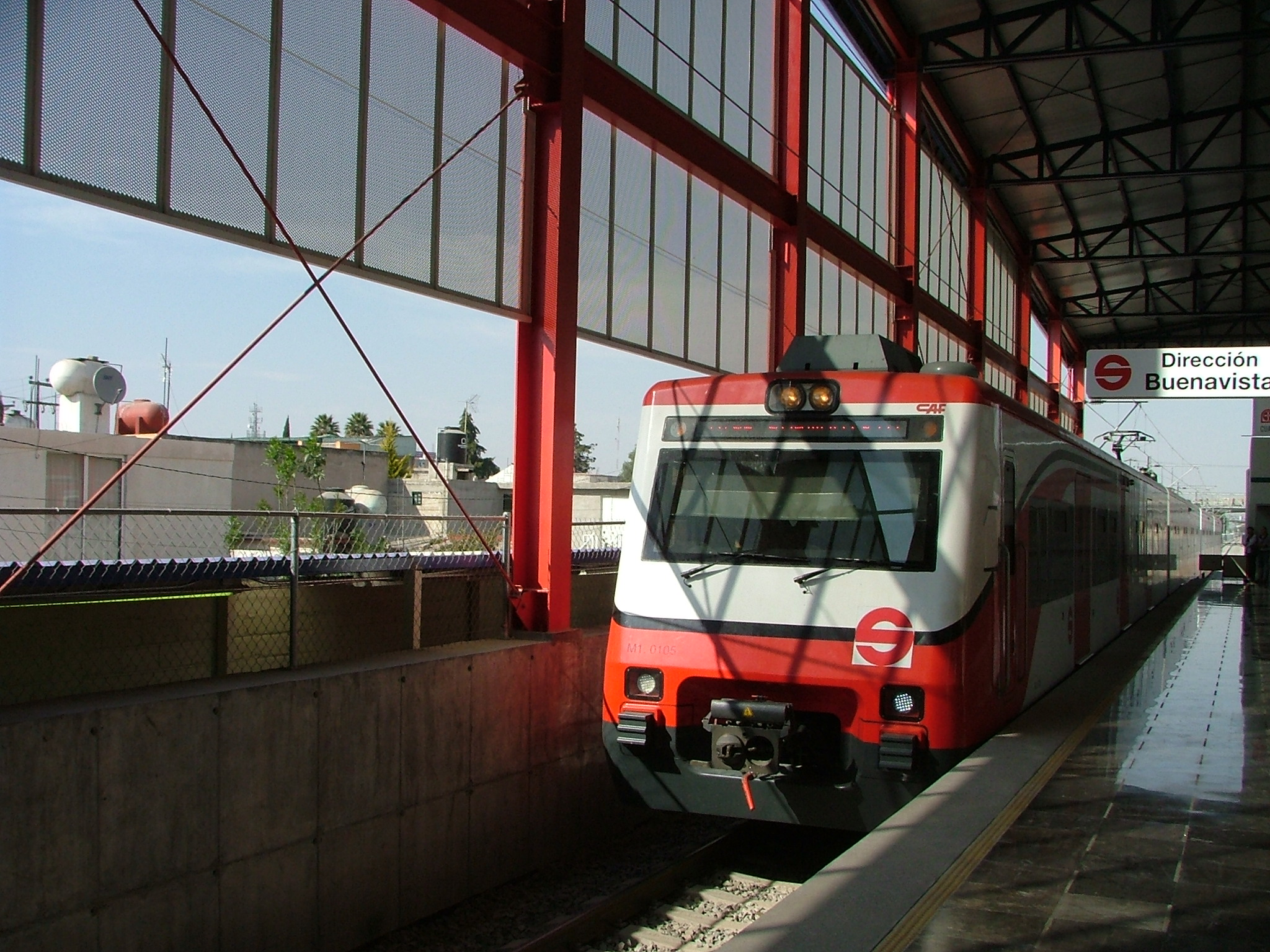
クアウティトラン駅

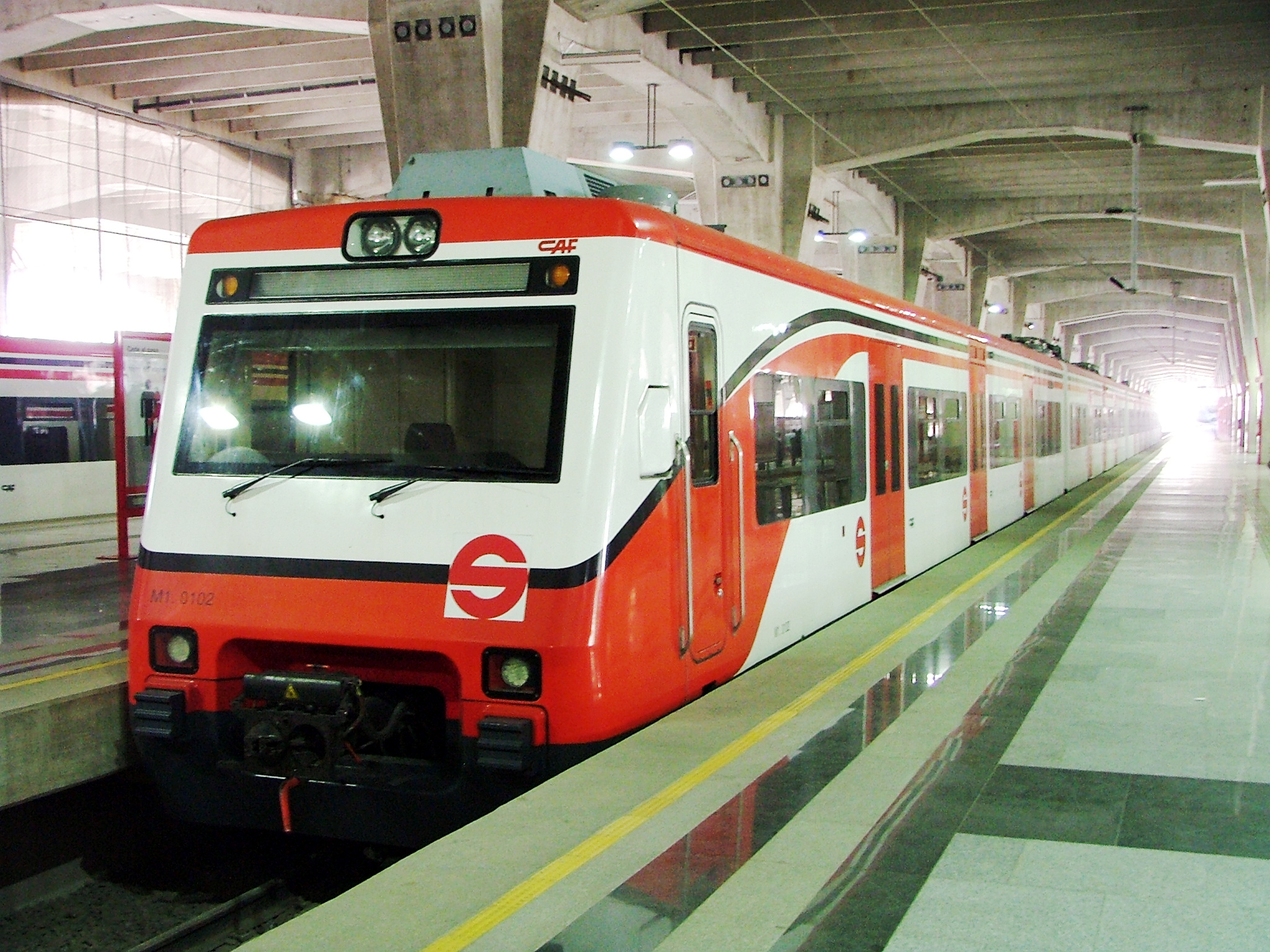
ブエナビスタ駅

最初の路線は建設費7.06億米ドル（メキシコ連邦政府が55%を拠出）をかけ、メキシコシティのブエナビスタ駅から、北のメヒコ州のクアウティトラン・イスカリ市までの27kmが、3週間の無料試験運行を経て2008年6月2日に営業運行を開始した。ブエナビスタ駅とレチェリア駅との間を往復する開業記念の特別電車にはメキシコ大統領とメヒコ州知事を迎えた。この路線は年間1億人を輸送するよう計画されたが、2008年6月1日から同年7月7日までの期間には100万人を運んだにすぎず、予定を大幅に下回った。運営の幹部は2010年1月31日現在1日平均88000人の乗客に奉仕していると表明した。電車はピーク時には6分毎に運転される。
この路線は基本的に既存の鉄道線を利用したが、メキシコシティ市内のブエナビスタ駅までのアプローチのためには、交通量の多い道路と交差するため相当数の立体交差を必要とした。この工事では郊外鉄道の新しい線路による地域社会の分断を受けるとして抗議する一部のメキシコシティ市民の不平を引き起こしたが、大多数の同市民はこの計画を支持した。2005年8月24日にCAFがこの近郊鉄道の車両供給、建設、運営の30年間の権利を獲得した。

## 車両
列車にはスペインの447系電車を基にした電車が用いられる。電車は屋上にパンタグラフを備え、架線から交流25kVの電力を受ける。車種は制御電動車 (M) 、中間電動車 （N) と制御付随車 （R) があり、M - R - M の3両編成と M - R - N -M の4両編成とがあり、いずれもどの組み合わせでも最大3編成まで連結運転できる。最高速度は130km/hである。

## 路線

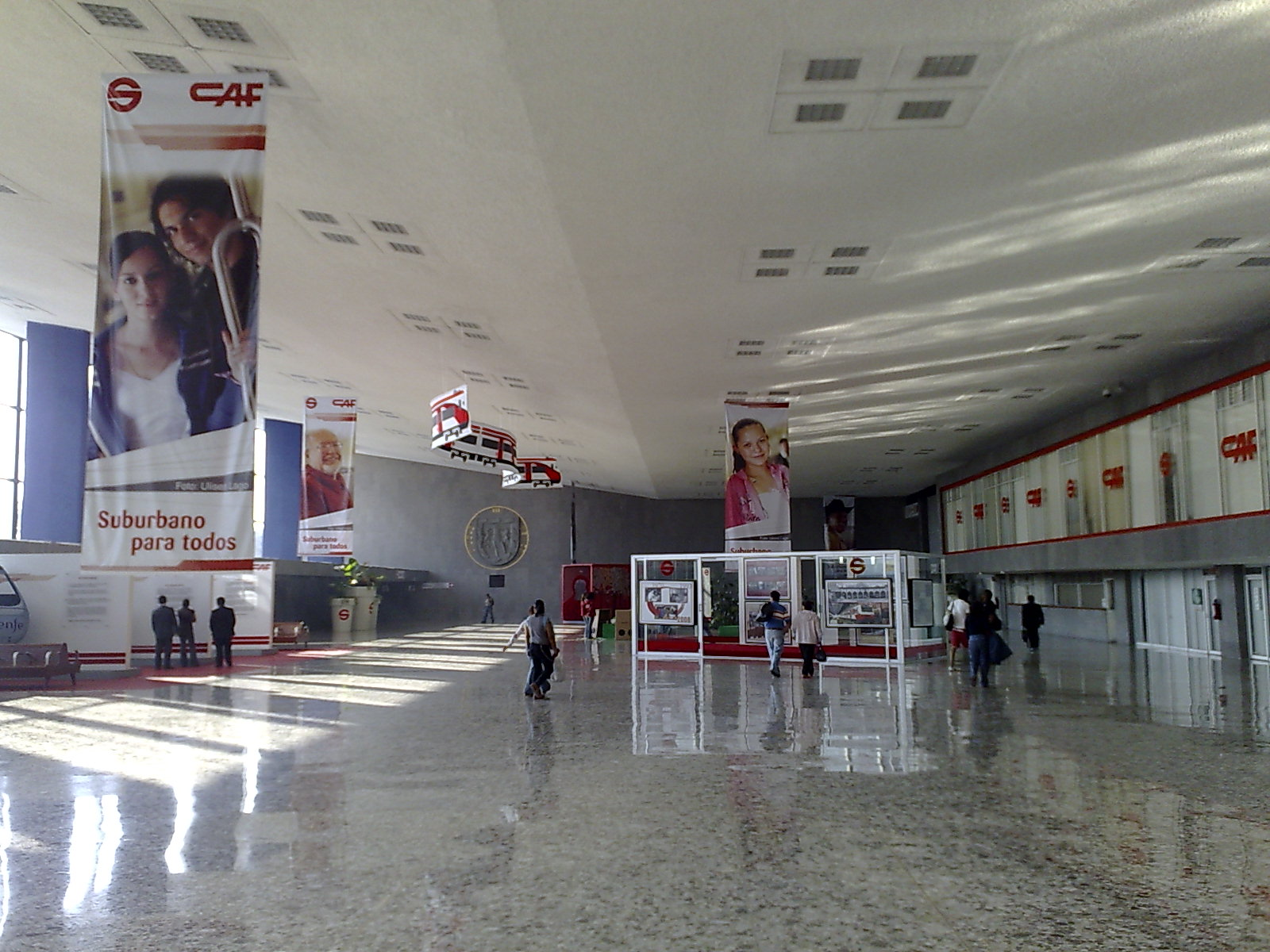
ブエナビスタ駅構内

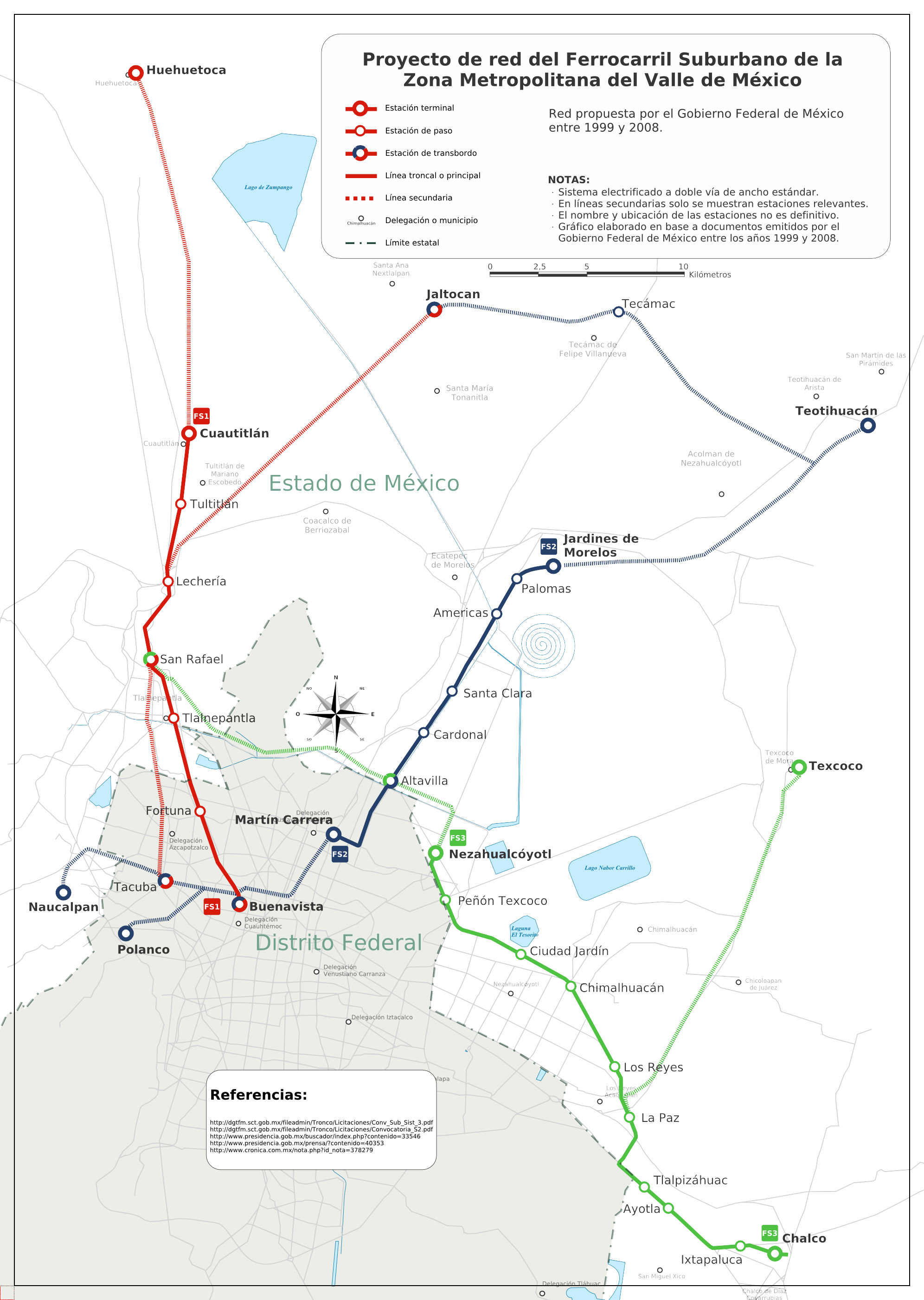
計画路線図

### 1号線
1. ブエナビスタ (Buenavista) - かつてのメキシコシティの旅客中心駅。長距離列車が廃止された後は廃駅状態だったが、郊外鉄道のターミナル駅として復活した。
2. Fortuna
3. Tlanepantla
4. San Rafael
5. Lechería
6. Tultitlán
7. Cuautitlán

### 2号線
計画中。

### 3号線
計画中。